# Universitat Mykolas Romeris
La Universitat Mykolas Romeris (lituà: Mykolo Romerio universitetas) és una de les universitats més grans de Lituània. Porta el nom de l'erudit lituà, jutge i pare de la Llei Constitucional de Lituània, Mykolas Römeris. Establerta després de la restauració de la independència de la República de Lituània en 1990, es va convertir en una universitat estatal.
Actualment MRU compta amb aproximadament 6.500 estudiants de 58 països. Les facultats estan situades en dues ciutats: Vílnius i Kaunas. La Universitat ofereix als estudiants internacionals programes d'estudis de llicenciatura, mestratge i doctorat en anglès, sobretot en el camp de les ciències socials.
La Universitat està present en diverses organitzacions universitàries mundials, com l'Associació d'Universitats Europees (EUA) i International Association of Universities (IAU).
La MRU ha forjat acords amb més de 300 universitats, institucions públiques i privades a l'estranger. El Centre Asiàtic de la MRU, el Centre d'Estudis Francòfons i l'Institut Rei Sejong també són coneguts per l'organització d'esdeveniments, conferències i classes. Les relacions internacionals es veuen reforçades per les constants visites i conferències d'investigadors, funcionaris de l'ambaixada i representants d'organitzacions universitàries coneguts a nivell mundial.
La Universitat Mykolas Romeris està implementant amb èxit una de les seves missions més importants: fomentar una cultura de recerca i innovació. En 2015 es van publicar gairebé 900 treballs de recerca i es van organitzar més de 50 esdeveniments acadèmics. Hi ha 6 programes de doctorat a la Universitat. També s'ha implementat l'accés obert als resultats de les recerques.

## Història
- El 28 d'octubre de 2004, el Seimas de la República de Lituània va aprovar la resolució (No. IX-2515) "Canvi de nom de la Universitat de Dret de Lituània i aprovació de l'Estatut de la Universitat Mykolas Romeris.

- El 16 de desembre de 2004, el Senat de la Universitat Mykolas Romeris va aprovar per unanimitat al Professor Alvydas Pumputis com a Rector (Resolució Núm. 1SN-9).

- El 23 de juliol de 2009, el Seimas de la República de Lituània, mitjançant la Resolució Núm. XI-411, va aprovar el nou Estatut de la Universitat Mykolas Romeris.

- D'acord amb la Resolució Nr. XI-411 del 23 de juliol de 2009 del Seimas de la República de Lituània,que va aprovar l'Estatut de la Universitat Mykolas Romeris i la Resolució del Senat de la Universitat Mykolas Romeris del 6 d'octubre de 2009 (No.1SN-10), la institució estatal d'educació superior i pressupostària Universitat Mykolas Romeris es va reorganitzar en la institució estatal d'educació superior Universitat Mykolas Romeris.

- El 29 d'abril de 2015, el professor Algirdas Monkevičius de la Universitat de Mykolas Romeris (MRU) va ser nomenat com a nou Rector en una cerimònia al campus. El 15 de gener de 2019, el professor Algirdas Monkevičius va ser nomenat Ministre d'Educació, Ciència i Esport.

- El 14 de març de 2019, el Consell de la Universitat de Mykolas Romeris (MRU) va votar per aprovar a la professora Dr. Inga Žalėnienė, de l'Institut de Dret Privat de la Facultat de Dret, com a nova Rectora de la Universitat. Žalėnienė va ser nomenada per a un mandat de 5 anys.

## Estructura
El fundador de la universitat és el Seimas de la República de Lituània.
Els òrgans directius de la universitat són el Consell Universitari, el Senat Universitari i el rector Universitari.
La Universitat Mykolas Romeris consta de: 2 facultats i 4 instituts, l'Escola de Dret Mykolas Romeris i l'Acadèmia de Seguretat Pública.
Ofereix més de 90 programes en els nivells de llicenciatura, mestratge i doctorat en lituà i anglès. Els estudis es duen a terme de conformitat amb els principis més importants de el procés de Bolonya. Els principals camps d'estudi són Negocis, Comunicació, Economia, Ciències de l'Educació, Finances, Història, Gestió, Informàtica, Dret, Gestió, Filologia, Filosofia, Ciències Polítiques, Psicologia, Administració Pública, Seguretat Pública, Treball Social i Sociologia.

### Facultats
- Facultat d'Economia i Negocis
- Facultat de Gestió Pública

### Instituts
- Institut de Comunicació
- Institut de Ciències de l'Educació i Treball Social
- Institut d'Humanitats
- Institut de Psicologia

### Altres Facultats
- Acadèmia de Seguretat Pública (a Kaunas)
- Escola de Dret Mykolas Romeris

### unitats administratives
- Centre d'Afers Acadèmics
  - Centre de Carreres
  - Unitat d'Estudis Digitals
  - Departament de Millora de Qualificació i Reconeixement de Competències
- Biblioteca
- Centre de Suport a la Recerca i Innovació
  - Oficina d'Anàlisi i Qualitat de Recerca
  - Escola Doctoral d'Innovació Social
  - Divisió de Comunicació de Recerca
  - Oficina de Transferència de Coneixements i Tecnologies
  - Oficina de Projectes
- Oficina de Relacions Internacionals
- Centre Asiàtic

El Centre Asiàtic de la MRU es va establir a l'abril de 2013 i se centra en la cooperació amb països com el Japó, Corea de Sud, Xina i Índia. També ofereix cursos d'idioma coreà, xinès i japonès de franc.
- Institut Rei Sejong

L'Institut Rei Sejong (KSI) de la MRU a Vilnius promou l'enteniment i acostament cultural Lituània - Corea de Sud a través de cursos d'idioma, cultura, economia i política basats en la realitat coreana. KSI ensenya la llengua i la cultura coreana als estrangers que vulguin aprendre el coreà com a segona llengua o com a llengua estrangera.
- Centre d'Estudis Francòfons
- Oficina de Cancelleria
  - Oficina de documents
  - Oficina legal
  - Oficina de personal
- Centre d'Educació Artística
- Oficina d'Administració de Propietats
  - Oficina de Gestió i Manteniment d'Edificis
  - Unitat de Servei
- Centre d'Informàtica
- Centre de salut i esport[2]